# ゼルダの伝説 ムジュラの仮面
『ゼルダの伝説 ムジュラの仮面』（ゼルダのでんせつ ムジュラのかめん、英題:The Legend of Zelda: Majora's Mask）は、任天堂より2000年4月27日に発売されたNINTENDO 64用3DアクションRPG。『ゼルダの伝説 時のオカリナ』の続編。同年10月24日にはアメリカで、同年11月17日にはヨーロッパでも発売。
2015年2月14日にリメイク作であるニンテンドー3DS用ソフト『ゼルダの伝説 ムジュラの仮面 3D』が発売された。

## 概要
1998年に発売された『ゼルダの伝説 時のオカリナ』の続編で、前作から約1年5ヶ月ほどで制作された。情報公開当初は『ゼルダの伝説 外伝（仮称）』のタイトルで発表されていた。キャッチコピーは「こんどのゼルダは【こわさ】がある。」。
大まかなゲームシステムは『時のオカリナ』のものを引き継いでいる。一方、後述のように、「3日間システム」や仮面による変身要素など、前作とは大きく異なるシステムも搭載されている。「3日間システム」は、限られた3日間を繰り返しながらゲームを進めるというものである。また、作中の登場人物たちがゲーム内で流れる時間に合わせて様々な行動をとることも特徴の一つで、こうしたシステムは当時としては珍しく、オープンワールドゲームの先駆けとの評価もある。登場人物による各種イベントは、本作の狂気的な作風と相まってプレイヤーに強い印象を残している。
攻略の順序がある程度自由である一方、前作をプレイしたことを前提とした作りでヒントや説明が少ないことから、シリーズの中でも難易度の高いものとなっている。
周辺機器「メモリー拡張パック」をNINTENDO64本体に装着しないとプレイできないため、同機器を同梱したセットも発売された。
バーチャルコンソールとして、Wii版が2009年4月7日より、Wii U版が2016年6月29日より配信が開始された。また、2022年2月25日より、『NINTENDO 64 Nintendo Classics』収録ソフトのひとつとして配信が開始された。

## ストーリー
ハイラルの世界を巨悪から救った少年・リンクは、その後、人前から姿を消し、愛馬のエポナとともに放浪の旅を続けていた。それは、かつての冒険で別れた大切な友を探す旅であった。
ある森の中を通過している時、リンクは突如、奇妙な仮面を被った小鬼「スタルキッド」に襲われる。そこでリンクは、以前にハイラル王国のゼルダ姫から受け取った楽器「時のオカリナ」をエポナもろとも奪われたあげく、植物のような種族「デクナッツ」の姿に変えられてしまう。リンクはスタルキッドを追いかけるが、そのうちに見知らぬ町へ辿り着く。そこは、巨大な時計塔を擁する「クロックタウン」という町だった。
クロックタウンがあるその世界は、ハイラルとは似て非なる異世界「タルミナ」で、3日後に月が落下して滅亡する運命にあった。リンクは町で探索を続け、3日目の夜、世界の滅亡が迫る直前にスタルキッドを追い詰める。そこで「時のオカリナ」を取り返したリンクは、ゼルダ姫から教わった曲「時の歌」を奏でる。するとリンクは光に包まれ、時間を逆行していった。
リンクは、クロックタウンを最初に訪れた日の朝に戻っていた。そして人々の様子や上空の月の状態もまた、町を訪れた時のように戻っていた。その後リンクは時計塔の中にいる「しあわせのお面屋」に会い、そこで教わった「いやしの歌」の効果によって元の姿に戻る。お面屋は、スタルキッドが被っていた「ムジュラの仮面」にまつわる忌まわしい歴史と恐ろしい力について語り、一刻も早く仮面を取り返すようリンクに迫る。リンクはその依頼を受け、ムジュラの仮面を奪還するため、そしてタルミナ滅亡の運命を変えるため世界を冒険する。

## システム
3日間システム
本作では、主人公のリンクがクロックタウンを訪れてから3日後（72時間後）までに月の落下を阻止することが冒険の目的となる。
ゲームの中では会話中やメニュー画面を開いている時などを除いて常に時間が経過し（現実世界の経過速度とは異なる）、12時間ごとに「最初の朝（AM 6:00 - ）→最初の夜（PM 6:00 - ）→次の日の朝→次の日の夜→最期の朝→最期の夜」と変化していく。72時間が過ぎてしまうと世界が滅亡してゲームオーバーとなり、最後にセーブした状態からやり直すことになる。
滅亡の前に「時のオカリナ」を用いて「時の歌」を演奏することで、その時の状態をセーブして「最初の朝」のAM 6:00に戻ることができる。ただし、この際にセーブされるのは、一部の重要アイテムや仮面・お面（後述）、銀行に預けたルピー（お金）などに限られ、それ以外のアイテムや所持金は全て失うことになる。また、人々との会話内容やクリアしたイベント、ダンジョン内の仕掛けも全て初期化される。
このように、限られた3日間を繰り返しながらゲームを進めていくシステムを「3日間システム」と呼んでいる。今作ではセーブした回数が記録される。
仮面・お面
全部で24種類の「仮面」と「お面」があり、被ることでいろいろな効果が得られる。特に「仮面」を被るとリンクの姿が大きく変化して「デクナッツリンク」「ゴロンリンク」「ゾーラリンク」「巨人リンク」「鬼神リンク」となり、様々な能力が備わる。詳しくは後述の「仮面・お面」を参照。
ボンバーズ団員手帳
前述のように本作では物語の中で常に時間が経過し、登場人物たちも日にちや時間に応じて様々な行動をとる。ゲームの序盤で手に入る「ボンバーズ団員手帳」には、リンクが出会った人々の行動スケジュールなどの情報が記録され、いつでも一覧として確認することが可能。
Z注目
前作『時のオカリナ』にも搭載されていた機能。リンク周辺の人、物、敵に注目マークが表示されている時、対象のものに自動で注目（ロックオン）できる。これにより、人と会話したり、物をチェックしたり、敵に狙いを定めたりできる。今作では妖精の「チャット」がアイコン役となる。
その他
従来のシリーズとは異なり、ハート（体力）が0になってもゲームオーバーとはならず、エリアの入り口からハートが3つの状態で再開される。

## 世界
冒険の舞台となる世界「タルミナ」には、タルミナ平原の中央にある「クロックタウン」を囲むようにして、それぞれ沼地、雪山、海岸、渓谷が広がる4つの地方がある。
クロックタウン
タルミナの中心都市。町の中央には時計塔がある。
四界の神に豊穣を祈る毎年恒例の祭典「刻（とき）のカーニバル」が行われる予定となっているが、月の落下が迫り、開催が危ぶまれている。
ロマニー牧場
クロックタウンの南西にある牧場。クリミアとロマニーの姉妹が運営している。牧場の牛が次々と消える現象が発生している。
牧場の隣にはゴーマン兄弟が営む馬の調教場「ゴーマントラック」がある。
ウッドフォール地方
クロックタウンの南にある沼地エリア。植物のような種族「デクナッツ族」がデクナッツの城を築いている。
ウッドフォールの神殿から溢れ出す毒によって沼が汚染される一方、デクナッツ王家の姫が行方不明になる事件も起きている。
スノーヘッド地方
クロックタウンの北にある雪山エリア。屈強な体をもつ種族「ゴロン族」が暮らす集落「ゴロンの里」がある。
スノーヘッドの神殿から吹き出す猛烈な吹雪によって、春を迎えてもなお酷い寒さと大雪に見舞われている。
グレートベイ地方
クロックタウンの西にある海岸エリア。水と共生する種族「ゾーラ族」が暮らす集落「ゾーラホール」がある。
沖に発生した謎の霧と海水温の上昇によって魚が獲れなくなり、同時にゾーラ族の卵も孵化しなくなってしまった。
イカーナ地方
クロックタウンの東にある渓谷エリア。かつてこの地では「イカーナ王国」が栄えていたが、王国が滅びた今では荒地と化している。
人の気配はほとんどなく、至る所で亡者が徘徊している。

## キャラクター
本作では、前作『時のオカリナ』のキャラクターに似た人物が多く登場する。

### 主要人物
リンク (Link)
声 - 瀧本富士子
本作の主人公。プレイ開始時に任意で名前をつけることができる。前作『時のオカリナ』のリンクと同一人物。
不意に迷い込んだタルミナで、世界の滅亡を阻止するために冒険する。
スタルキッド (Skull Kid)
声 - 松本さち
禍々しい造形の「ムジュラの仮面」を被った小鬼。妖精のチャットとトレイルを連れている。各地でいたずらを働いたり、タルミナに月を落下させて滅亡させようとする。
チャット (Tatl)
スタルキッドに同行していた妖精。物語の序盤で弟のトレイルとはぐれた後、リンクと共に行動する。
トレイル (Tael)
スタルキッドに同行している妖精。物語の序盤で姉のチャットと離れ離れになる。
エポナ (Epona)
リンクの愛馬。スタルキッドに連れ去られ行方不明になる。前作では子供時代の姿で乗ることはできなかったが、本作では普通に乗れる。様々な理由により、仮面で変身している状態では乗ることができない。
しあわせのお面屋 (Happy Mask Salesman)
世界中のお面を求めて渡り歩く行商人。穏やかな物腰で常に笑顔をたたえているが、時に激高することもある。スタルキッドに奪われたムジュラの仮面を取り返すようリンクに依頼する。前作にも同名で登場しているが、同一人物かどうかは不明。
四巨人 (Four Guardians)
タルミナの世界を守護する4体の巨人。月の落下を阻止するための鍵を握る。
ゼルダ姫 (Princess Zelda)
前作『時のオカリナ』に登場したハイラル王国の王女。本作では回想シーンにのみ登場している。

### クロックタウンとタルミナ平原の登場人物
ボンバーズ (Bombers)
声 - まるたまり
困り事を抱える世の人々を助けるために活動する少年団。前作でカカリコ村の墓地にいた子供と瓜二つ。赤いバンダナを頭に巻いた少年・ジムがリーダーを務めている。団員には「ボンバーズ団員手帳」が配布される。以前に団員だったスタルキッドから酷い目に遭い、以降は人間以外の種族の入団を禁止している。
アキンドナッツ (Business Scrub)
クロックタウンやタルミナの各所にいるデクナッツの商人たち。前作にも同名の敵キャラがいたが、姿は異なっており、本作では敵ではなくNPC扱い。
町の南では地面に生えている「デク花」の土地を所有しており、近づくと「留守の間に勝手に使うな」と咎めてくるが、条件を満たすと「土地の権利書」をくれ、そのデク花を使わせてくれる。また、タルミナの四方各地にも同じようにデク花の土地を所有しているアキンドナッツがおり、それぞれが欲しがっている権利書を渡すと各地のデク花を使わせて貰える。
アンジュ (Anju)
クロックタウンの宿屋「ナベかま亭」で働く女性。前作のカカリコ村でコッコ（ニワトリ）を育てていた女性と瓜二つ。そそっかしい性格で、料理が苦手。婚約者のカーフェイが突如行方不明になり、毎日のように捜し歩いている。
アンジュの母 (Anju's Mother)
アンジュの母親。婚約者のことで不安を抱えるアンジュを心配し励ましている。
カーフェイのことを「結婚前に逃げた男」と思っているため、カーフェイのお面を被って話し掛けると露骨に嫌な顔をされる。
トータス (Tortus)
アンジュの父親。本編には登場せず、アンジュやアンジュのおばあさんとの会話上で名前が挙がる。理由は不明だが、家族を残して失踪している。
アンジュのおばあさん (Anju's Grandmother)
アンジュの祖母。前作のカカリコ村にいたクスリ屋の老婆と瓜二つ。リンクのことをトータスと勘違いして本を読み聞かせる。アンジュのひどい料理を食べないようにする為、ぼけた振りをしている。
カーフェイ (Kafei)
クロックタウンの町長・ドトールとアロマの息子。アンジュとの結婚を間近に控えた1ヶ月ほど前にスタルキッドによって子供の姿に変えられた上、スリのサコンに婚礼用のお面を盗まれてしまう。婚礼のお面を取り返す為、その後はアンジュの前から姿を消し、キータンのお面で顔を隠して行動するようになる。
ドトール (Dotour)
クロックタウンの町長で、カーフェイの父親。優柔不断な性格で、月の落下が迫る中でカーニバルを実行するか中止にするかの決断を下せずにいる。マニ屋の店主とは昔からの悪友。
アロマ (Aroma)
ドトール町長夫人で、カーフェイの母親。クロックタウンの郵便局局長でもある。行方不明の息子の顔を模したお面を配り捜索を呼び掛けている。
ムトー (Mutoh)
声 - 大西健晴
カーニバルのやぐらを建設する大工の親方。前作の大工の親方と瓜二つ。カーニバル実行委員のリーダー格で、月の落下が迫る中でもカーニバルの開催に強い意欲を持ち、家族や弟子たちが避難した後も町に残り続ける。
バイセン (Viscen)
声 - 戸部公爾
クロックタウンの自警団長。カーニバルの中止と全住民の避難を町長に要請する。
トト (Toto)
ゾーラ族のバンド「ダル・ブルー」のマネージャー。前作のキングゾーラに似ているが、体格は小さい。バンドのボーカル・ルルの声が出なくなってしまったことを受け、ダル・ブルーのカーニバルへの参加を取りやめると町側に申し出る。
ゴーマン一座 (Gorman Troupe)
ゴーマン座長 (Gorman)
声 - 戸部公爾、長嶝高士
一座の座長で、ゴーマン兄弟の次男。前作のインゴーと瓜二つ。「ダル・ブルー」の先代のボーカルの歌声に憧れて芸能の道に入る。ダル・ブルーのカーニバル不参加により一座のカーニバルでの興行自体が取りやめになってしまい、団員にその事実を伝えられないまま町のバーに入り浸る。
ローザ姉妹 (Rosa Sisters)
ゴーマン一座の踊り子姉妹。名前はジュド（Judo）とマリラ（Marilla）。カーニバルで披露する踊りのステップが未だに浮かばずスランプ状態に陥っていたが、カマロのお面をつけたリンクの踊りを見て、その踊りを披露することにした。
グル・グル (Guru-Guru)
声 - 戸部公爾
ゴーマン一座の音楽係。前作の風車小屋にいた男と瓜二つ。大きな手回し式蓄音機を担いで演奏している。昔は動物楽団に所属していたが、犬がリーダーだということが気に入らずにリーダーのお面を盗んだ。
アオ / アカ (Twin Jugglers)
ゴーマン一座のジャグリングを担当するオカマ口調の男性二人組。前作のハイラル城下町やカカリコ村にいた二人組の男性と瓜二つ。それぞれ青と赤の服を着ている。
マニ屋のおじさん (Man from Curiosity Shop)
声 - 戸部公爾
夜にのみ営業している店「マニ屋」の店主。前作のつりぼりの経営者と瓜二つ。日中は隣の店で雑貨屋を経営し、マニ屋開店時にはバイトに雑貨屋を任せている。カーフェイのことは彼が子供の頃から知っており、彼が普段被っているお面もマニ屋のおじさんがあげたものである。
雑貨屋のバイト
マニ屋の営業時間中に雑貨屋でアルバイトをしている男性。昼間は天文観測所の隣の木に登っている。前作のカカリコ村の民家の屋根にいた男と瓜二つ。普段は素っ気ない態度をとるが、どうやらゾーラバンドのファンらしく、ゾーラリンクで話し掛けると反応が変わる。雑貨屋にはほとんど客が来ないのに店主がお金を沢山持っていることに疑問を抱いている。
剣道場の先生 (Swordsman)
クロックタウン西に道場を構える剣術師範。前作の砂漠のボムチュウ売りと瓜二つ。「月など叩き割る」と豪語しているが、月の落下が迫ると身を隠す。
お面を被っている間は、様々な反応を示してくれるが、剣の稽古は受けられない。
銀行屋 (Banker)
クロックタウンで銀行を営業している男性。前作の物乞いの男性と瓜二つ。手持ちのルピーを預かってくれる。
銀行に預けたルピーは「時の歌」で最初の朝に戻ってもそのまま残る。
ポストマン (Postman)
クロックタウンで郵便配達員を務める青年。前作のマラソンマンと瓜二つ。真面目すぎる性格で、月の落下前に避難すべきか予定通り仕事をこなすべきかで葛藤している。
バクダン屋 (Bomb Shop Owner)
クロックタウン西にあるバクダン屋の店長。前作のハイラル城下町のボムチュウ屋と瓜二つ。親思いで、単身で品物の入荷に向かった母親を心配している。
バクダン屋のおふくろさん (Old Lady from Bomb Shop)
バクダン屋の店長の母親。前作のハイラル城下町にいた老婆と瓜二つ。仕入れた品物を店に運ぶ道中でスリのサコンに襲われる。
シカシ博士 (Professor Shikashi)
声 - 大西健晴
天文観測所の学者。前作の大人時代のカカリコ村で井戸について話していた老人と瓜二つ。月の異変にいち早く気付き、監視を続けているが、スタルキッドのイタズラにはほとほと手を焼いている。
カカシ (Scarecrow)
雑貨屋の店内と天文観測所の中に立っている案山子。前作では「ボヌール」、「ピエール」という名前があったが、今作では名前はない。英語交じりで話す。話しかけると数時間にわたり踊りを披露する。また、「録音案山子の歌」を覚えさせると特定の場所に呼び寄せることができる。
 ?? (???)
毎日午前0時から午前6時の間だけにナベかま亭の便所に出現する正体不明の謎の手。ボンバーズ団員手帳にも「??」の名前で登録される。紙を欲しがっている。渡せるアイテムは権利書、カーフェイへの手紙、母への速達。
ミルクバーのマスター (Mr. Barten)
ミルクバー「ラッテ」の男性店員。前作のタロンと瓜二つ。ロマニー牧場からミルクが届かずに困っている。
リンク（主人公の名前と同名） (Link)
観光でクロックタウンを訪れる、大きな荷物を背負ったゴロン族。前作にも主人公と同名のゴロン（ダルニアの息子）がいたので、それが元ネタと思われる。このゴロンに「ゴロンのララバイ」は効果がない。
同名の彼がナベかま亭に予約を入れているので、主人公が彼と勘違いされて宿泊できるという流れなのだが、その場合は彼が宿泊できず、ナベかま亭の軒下で野宿をする羽目になる。
宝箱屋のお姉さん (Treasure Chest Shop Gal)
クロックタウン東にある宝箱屋を経営している女性。前作のボムチュウボウリングの店主と瓜二つ。リンクの姿によって代金と景品がコロコロ変わる。どうやらゴロンのような見た目がタイプのようで、ゴロンリンクで挑むと代金は一番高い代わりに景品もハートのかけらと一番豪華になっている。3DS版の団員手帳にはこの名前で登録される。
町の射的場のおじさん (Town Shooting Gallery Guy)
クロックタウン東で射的場を経営している男性。前作にも登場している。前作の的当てとは内容が異なっており、本作では弓を持っていないとプレイできない。海っぽい店内が自慢らしい。
ハニーとダーリン (Honey & Darling)
クロックタウン東で日替わりの遊技場を経営しているカップル。前作にも登場している。営業時間中もずっとラブラブで、その日のミニゲームをクリアすると、幸せのお裾分けと称して景品をくれる。しかし、リンクが3日連続でパーフェクトクリアをすると、「私たちって本当に幸せなのかしら？」と自分たちの幸せに疑問を抱くようになる。
宝くじ屋
クロックタウン西にある宝くじ屋を営んでいる人物だが、姿は見えない。くじは1枚10ルピーで、買うとその場で3桁の好きな数字を入力し、それが当選番号と一致すれば50ルピーが貰えるという仕組み。くじの当選番号は日によって異なるが、番号自体はランダムではなく、セーブデータ作成時に決定されるので、適当にくじを買って3日間の当選番号を調べておき、最初の朝に戻って同じ番号を買えば必ず当たる。3DS版では一度調べると団員手帳に当選番号が載るので、団員手帳を全て埋めるには、この手順が必要になる。
プレイスポットのデクナッツ (Deku Scrubs from Playground)
クロックタウン北にある「デクナッツのプレイスポット」を経営している2体のデクナッツ。見た目は本作のアキンドナッツと同じ。このミニゲームはデク花ジャンプでルピーを集めるというもので、置かれているデク花の位置は日替わりになっている。提示された制限時間以内にクリアすれば景品をくれるが、どうやらプロはお断りのようで、3日連続でクリアするとリンクをプロと決めつけ、ハートのかけらと引き換えにリンクを追い出す。追い出された後に行くと隠れてしまい、その3日間ではプレイできなくなる。
カマロ (Kamaro)
タルミナ平原北にあるキノコ岩の上で毎日午前0時に現れるカリスマダンサーの幽霊。新作ステップを世に残せなかった未練から成仏できずに踊り続けていたが、リンクの「いやしの歌」によってその魂は癒され、「カマロのお面」となり、リンクに新作ステップを世に伝えるように託して成仏した。

### ミルクロードの登場人物
ロマニー (Romani)
声 - 水沢潤
ロマニー牧場で暮らす少女。クリミアの妹。前作の子供時代のマロンと瓜二つ。リンクのことを「バッタくん」と呼ぶ。牧場の牛をさらいに来るオバケを撃退するために弓矢の練習をしており、リンクに助っ人を依頼する。
クリミア (Cremia)
声 - まるたまり
ロマニー牧場を運営する女性。ロマニーの姉。前作の大人時代のマロンと瓜二つ。近頃、周りが物騒になったことを気にかけている。アンジュとは親友だが、彼女もまたカーフェイに想いを寄せている為、カーフェイのお面を被って話し掛けると複雑な反応をする。
ゴーマン兄弟 (Gorman Brothers)
声 - 戸部公爾、長嶝高士
ロマニー牧場の隣で馬の調教場ゴーマントラックを運営する兄弟。ゴーマン座長の兄と弟。前作のインゴーと瓜二つ。ロマニー牧場に対する嫌がらせを繰り返している。
ナデクロ (Grog)
ロマニー牧場の一角で佇む青年。前作の大工の親方の息子と瓜二つ。世界の滅亡が迫る中で、飼育していたヒヨコを一人前にできなかったことを悔やんでいる。
ママム・ヤン (Mamamu Yan)
ロマニー牧場でドッグレースを開催しているふくよかな婦人。前作のハイラル城下町にいた愛犬家の婦人と瓜二つ。少し上から目線で話す。

### ウッドフォールの登場人物
デク王 (Deku King)
デクナッツ族の王。行方不明になった娘の身を案じ、誘拐犯としてサルを捕らえるが、姫が戻ってきた後は彼女にサルのことで叱られ、反省する。
デク姫 (Deku Princess)
デクナッツ王家の姫。沼地を覆う毒の原因を探ろうとウッドフォールの神殿に向かい、そこでオドルワに捕らわれてしまうが、リンクに助けられる。
執事 (Deku Butler)
デクナッツ王家に仕える執事。次々に問題が起きる王国の行く末を心配している。デクナッツリンクの姿に家出して行方不明となった息子の面影を感じている。
サル (Monkey)
ウッドフォールの「不思議の森」に棲息する白いサルの兄弟。そのうちの1匹がデクナッツ族に捕らえられる。
コウメ (Koume)
声 - 神宮司弥生
沼地でボートクルーズを運営している魔法使いの老婆。前作の同名ボスキャラクターと瓜二つ。不思議の森でキノコ狩りをしていたところをスタルキッドに襲われる。
コタケ (Kotake)
声 - 神宮司弥生
沼地でクスリ屋を開いている魔法使いの老婆。前作の同名ボスキャラクターと瓜二つ。不思議の森に行ったきり帰ってこないコウメを心配している。
ケポラ・ゲボラ (Kaepora Gaebora)
リンクの前に現れる謎のフクロウ。前作に登場した同名のフクロウと瓜二つ。後述のダルマーニ3世からは「大翼（おおつばさ）のダンナ」と呼ばれている。タルミナの運命を変える者の登場を待ち望んでいる。
沼の射的場のおじさん (Swamp Shooting Gallery Guy)
沼にある射的場を経営している男性。前作のなンでもやの店主と瓜二つ。ちょっと喋り方のなまりがきつい。
沼の観光ガイドのおじさん
沼で観光ガイドをしている男性。沼で撮った写し絵の評価をしていて、いい写し絵を撮ってくれば景品をくれる。沼で撮った写し絵でなければ評価してくれない。実はチンクルの父親であり、35才になった今でも全身タイツの姿で妖精ゴッコをしている息子を心配している。

### スノーヘッドの登場人物
ダルマーニ3世 (Darmani III)
ゴロン族の英雄。ゴロンの里に吹き付ける猛吹雪を止めるためにスノーヘッドの神殿へ向かうが、その途上で崖から転落し、無念の死を遂げた。死後は苦しむ同胞への思い故に成仏できず、幽霊の姿でゴロン族を救う勇者の訪れを待っていたが、後にリンクの「いやしの歌」によってその魂は癒され、「ゴロンの仮面」となり、リンクにゴロンの里のことを託して成仏した。
長老 (Goron Elder)
ゴロン族の長老。吹雪を止めようとゴロンの里を出て行き、その途中で凍ってしまうが、リンクに助けられ、彼に「半分だけの子守唄」を教える。
長老の息子 (Goron Elder's Son)
ゴロン族の子供。ダルマーニ3世を「ダルマの兄ちゃん」と呼び、尊敬している。長老がいなくなって以降、大声で号泣し続けていたが、リンクの「半分だけの子守唄」によって「ゴロンのララバイ」を歌い、他のゴロンたちと共に眠りに就いた。
ダイゴロン (Biggoron)
巨大な体躯のゴロン。前作のデスマウンテン登山道にいた同名のゴロンと瓜二つ。山の異変を調べにスノーヘッドに行ったものの、そこでスタルキッドに操られ、スノーヘッドの神殿の前で強烈な吹雪を吐き出していた。リンクの「ゴロンのララバイ」によって眠りに就き、谷底へと落ちて行った。その後、春になると何事も無かったかのように神殿の横に居るようになった。
チュウゴロン (Medigoron)
ダイゴロンの弟。前作のゴロンシティにいた同名のゴロンと瓜二つ。ゴロンの里でゴロン専用の爆弾「大バクダン」を製造している。
ズボラ / ガボラ (Zubora / Gabora)
山里に住む二人組の鍛冶屋。小男のズボラが接客を行い、大男のガボラが鍛冶作業を行っている。猛烈な寒さで炉が凍ってしまい、商売を中断している。

### グレートベイの登場人物
ダル・ブルー (The Indigo-Go's)
ゾーラ族たちで構成されたバンド。種族の枠を越えた人気がある。
ミカウ (Mikau)
「ダル・ブルー」のギタリスト。ゾーラ族の勇者の血を引いている。ボーカルのルルが産み落としたタマゴを強奪した海賊たちを追いかけるものの、返り討ちに遭い、致命傷を負わされてしまう。その後、リンクに助けられるが、タマゴを取り戻すよう訴えるメッセージソングを歌い聞かせた後に息を引き取る。死後はリンクの「いやしの歌」によってその魂は癒され、「ゾーラの仮面」となり、リンクに後のことを託して成仏した。
ルル (Lulu)
声 - 水沢潤
「ダル・ブルー」のボーカル。グレートベイを守ってきた一族の末裔。前作の大人時代のルトが服を着たような外見をしている。グレートベイに謎の霧が発生した直後に7つのタマゴを産み声を失ってしまう。その後、海賊たちの元へ向かったミカウの身を案じてゾーラのみさきで佇むようになる。
ジャパス (Japas)
「ダル・ブルー」のベーシスト。クールな性格で口が悪い。ミカウとよくセッションを行っており、ミカウの日記にはその際のギターフレーズが書かれている。
名前の由来は、ジャズ・ベーシストのジャコ・パストリアス。
エバン (Evan)
「ダル・ブルー」のキーボーディスト兼リーダー。メンバー内で一番プライドが高く、ミカウとジャパスが自分に内緒で曲を作ることを快く思っていない。海洋研究所の所長とも顔見知りのもよう。
名前の由来は、ジャズ・ピアニストのビル・エヴァンス。
ディジョ (Tijo)
「ダル・ブルー」のドラマー。肥満体型のゾーラ。ミカウの留守中に部屋の梯子を誤って壊してしまう。
名前の由来は、ジャズ・ドラマーのジャック・ディジョネット。
漁師 (Fisherman)
グレートベイで30年間漁を続けている漁師。前作の宝箱屋の店主と瓜二つ。海水温上昇により漁獲量が減少し困っている。
ビーバー兄弟 (Beaver Brothers)
グレートベイ南の滝の上にいるビーバーの兄弟。水中に設置された輪をくぐりながらゴールを目指す「ビーバーレース」を挑んでくる。
タツノオトシゴ (Seahorse)
グレートベイ北部のトンガリ岩の周辺に棲む金色の魚。漁師に捕らえられ漁師の家の水槽に入っている。
博士 (Professor)
声 - 大西健晴
グレートベイの海洋研究所の所長。前作のみずうみ博士と瓜二つ。ゾーラ族のタマゴの孵化や魚の養殖を行っている。
アベール (Aveil)
声 - 松本さち
グレートベイに構えた「海賊の砦」を根城にする女海賊。ルルが産んだ7つのタマゴを奪ったものの、そのうちの3つをトンガリ岩に棲むウミヘビに奪われてしまい、部下達に捜索を命じる。竜神雲の先にあるお宝を手に入れることで一生遊んで暮らせる富を築こうとした。
リンクが落としたハチの巣に驚いて部下共々逃げてしまう。その後、海賊の砦から脱出しようとするリンクの前に三度立ち塞がるが、いずれも色違いの服を着ておりアベール本人かは不明。
姫川明のコミカライズ版では海賊船でリンクと互角に渡り合うが、亀の出現で船をひっくり返され、部下たちと逃げ出す形で退場した。
亀 (Turtle)
海の底で眠る巨大な亀。眠りにつきながらも海で起きた様々な世事を把握している。
海岸のゾーラ族 (Oceanside Zoras)
海岸で壺を割って遊んでいる2人組のゾーラ族。5つ置かれている壺を一度に全て割ると賞金として90ルピーをくれるが、1つでも残すと壺代として10ルピー取られてしまう（所持金が10ルピーに満たない場合は負けてくれる）。
通常はゾーラリンクのブーメランを使って割るのだが、大バクダンを使っても割ることができる（この方法で割るとゾーラからは驚かれるが、賞金は普通にくれる）。3DS版ではこの名前で団員手帳に登録され、この壺割りイベントも手帳に記録される。

### イカーナの登場人物
シロウ (Shiro)
イカーナへの道で傷付いて助けを求めている町兵。普通の状態では姿が見えない程に存在感が薄い。
『ムジュラの仮面 3D』では居場所が海賊の砦に変更されているほか、64版では団員手帳に登録されるが、3DS版では登録されない。
ポウマスター (Poe Collector)
イカーナへ続く崖の上にいる謎の存在。紫の布を被り杖を手にしている。前作のハイラル城下町のゴーストショップにいた者と瓜二つ。イカーナの幽霊小屋やイカーナ渓谷の川の上流にも現れる。
ダンペイ (Dampé)
声 - 戸部公爾
イカーナの墓場の墓守。前作のカカリコ村にいた同名の墓守と瓜二つ。日中は墓場を見回っているが、夜になるとイカーナ王家の秘宝を求めて墓の下に潜り込んでいる。墓場でコウモリ退治をするとお駄賃として30ルピーをくれる。幽霊やコウモリが苦手。
サコン (Sakon)
タルミナで暗躍するスリ。前作の城下町にいた荷物運びの男性と瓜二つ。カーフェイが持っていた婚礼用のお面を奪いイカーナ渓谷に構えるアジトに隠している。クロックタウンでバクダン屋のおふくろさんの荷物を奪おうとする。
パメラ (Pamela)
丘の上に建てられた「オルゴールハウス」で父親と暮らしている少女。呪われた父を元に戻す方法を探すべく外を出歩いているが、リンクによって父が元に戻った後は再び父と平穏に暮らせるようになった。
パメラの父 (Pamela's Father)
イカーナで活動する自称高名な亡霊研究家。イカーナのはずれにある井戸の探索中に呪われ、ミイラのモンスター「ギブド」と化してしまい、パメラによりオルゴールハウスのクローゼットの中に隔離されていたが、リンクの「いやしの歌」によって呪いが解け、元に戻る。
イカーナ王 (King Igos du Ikana)
かつてイカーナ王国を治めていた王。本名「イゴース・ド・イカーナ」。亡くなった後に骸骨の姿となって蘇り、2人の側近と共にイカーナ古城内で鎮座しているが、リンクに敗れた後はロックビル攻略の鍵になるとして「ぬけがらのエレジー」を教える。
スタル・キータ (Skull Keeta)
かつてイカーナ王国で軍を指揮していた隊長。戦に敗れて屍となりイカーナの墓場で眠りにつくものの、部下への思いから成仏できずにいる。その後、リンクの「目覚めのソナタ」によって復活し、彼との戦いに敗れた後は「隊長のボウシ」を託し、永遠の眠りに就いた。
スタルベビー (Stalchildren)
かつてはイカーナ王国の兵士でスタル・キータの部下だったガイコツ。主に海のクモ館とイカーナの墓場におり、リンクを見かけると襲ってくるが、「隊長のボウシ」を被るとスタル・キータと勘違いして情報をくれる。夜になると墓場に集まり、日替わりで墓をあばかせることができる。3DS版ではこのイベントも団員手帳に記録される。前作にも登場。
シャープ (Sharp)
かつてイカーナ王家に仕えていた作曲家の幽霊。フラットの兄。前作の墓地にも登場している。王国の復活を強く望み、悪魔に魂を売ってしまい、その結果正気を失ってしまうが、リンクの「嵐の歌」によって正気を取り戻す。
フラット (Flat)
かつてイカーナ王家に仕えていた作曲家の幽霊。シャープの弟。前作の墓地にも登場している。兄の野望に反対したため墓の下に閉じ込められるが、リンクによって解放され、彼に「嵐の歌」を教える。

### その他の登場人物
大妖精 (Great Fairy)
声 - 神宮司弥生
クロックタウン、ウッドフォール、スノーヘッド、グレートベイ、イカーナの5か所にいる巨大な妖精。前作にも登場している。いずれもスタルキッドの力によってバラバラにされ、たくさんの「はぐれ妖精」の姿に変わってしまった。
チンクル (Tingle)
声 - 大西健晴
自らを妖精の生まれ変わりと信じる35才の独身男性。緑色の全身タイツと赤いパンツを身につけた姿。赤い風船で宙に浮き、各地でタルミナの地図を販売している。沼の観光ガイドのおじさんは彼の父親である。
キータン (Keaton)
化け狐。キータンのお面を被った状態で、各地に生えている「斬ると動き出す草」を斬ると出現する。話し掛けると本作にまつわる3択のクイズを5問出題する。全問正解すればハートのかけらをくれるが、途中で間違えると姿を消し、その草からは現れなくなる（最初の朝に戻るか、別の草を斬って出現させる必要がある）。
お面を被った子供
月の中の草原にいる謎の子供達。全部で5人いるが、その内の4人は何故かリンクが集めたボスの亡骸と同じお面を被っている。素顔は見えないが、顔の後ろ側はどことなくお面屋に似ている。話し掛けると「遊んでやるからお面ちょうだい」と言われるので、要求する数のお面を渡せば、かくれんぼをして遊ぶことになる。見つけると再度お面を要求されるので、欲しがる数だけ渡せば、最後に意味深な質問を投げかけて姿を消す。
中央の大木にいるムジュラの仮面を被った子供に話し掛けると最終決戦が始まるが、その際かくれんぼを全て終えていれば「鬼神の仮面」をくれる。
つりぼりの店主
『ムジュラの仮面 3D』のみ登場。沼と海にあるつりぼりを経営しているおじさん。2人とも前作のつりぼりの経営者と瓜二つなため、本作のマニ屋のおじさんとも瓜二つ。沼のつりぼりの方は髪の毛がフサフサで、海のつりぼりの方は髪の毛が無く、帽子を被っている。
また、本作では鬼神の仮面を被って釣りをすることができるが、鬼神リンクでつりぼりの外に出ようとすると鬼の形相で止めてくる。

### 敵キャラクター

#### 中ボスモンスター
ダイナフォス
恐竜の剣士モンスター。前作の同名モンスターと似ているが、今作では炎を吐く。
ウッドフォールの神殿、スノーヘッドの神殿、秘密のほこら、月（物語の最終盤）に登場。
ゲッコー
カエル型モンスター。ほかのモンスターとともに登場する。正体は普通のカエルで、倒した後にゲーロのお面を被ることで会話できる。この普通のカエルは前作のゾーラ川の中流にも登場している。
ウッドフォールとグレートベイの神殿に登場。ウッドフォールではスナッパーと組み、リンクに体当たりを仕掛ける。グレートベイでは後述のマッドゼリーと組み、リンクをマッドゼリーの体内に閉じ込めて連続攻撃する。
ウィズローブ
魔導師のモンスター。部屋のあちこちにあるプレートから現れ、魔法を放った直後に姿を消す。ダメージが蓄積すると分身し、全てのプレートから同時に現れるが、ダメージは本体にしか与えられない。氷の魔法を使う個体と炎の魔法を使う個体がおり、逆の属性の矢などで攻撃すると弱点となって多くのダメージを与えられるが、同じ属性で攻撃すると、耐性となってあまりダメージを与えらない。また、こいつの魔法攻撃はミラーシールドで反射でき、近くで反射すればダメージも与えられる。
スノーヘッドの神殿、イカーナ古城、ロックビルの神殿、秘密のほこらに登場。
海賊剣士
ゾーラのタマゴが保管されている部屋を警備する二刀流の女剣士。前作のゲルドの砦にも登場している。回転斬りを食らうと一撃で倒され、砦の外へ追い出されてしまう。
海賊の砦に登場。3回戦うことになる。
ワート
泡に包まれた巨大な一つ目のモンスター。普段は体中に泡を纏って身を守り、泡が全て剥がれると突進攻撃を行うようになる。目を閉じている間は如何なる攻撃も効かない。
グレートベイの神殿、秘密のほこらに登場。
マッドゼリー
スライム型モンスター。最初は小さな個体で多数出現するがゲッコーの号令で天井で合体して巨大な個体となり、リンクの近くに来ると落下してくる。その際に中に取り込まれると、身動きできない状態で中に居るゲッコーに好き放題に連続攻撃されてしまう。
グレートベイの神殿に登場。
メグ / ジョオ / ベス / エイミー
幽霊4姉妹。前作では森の神殿の中ボスとして登場した。4体とも前作とほぼ同じ能力。4体を相手に連戦し、制限時間をオーバーするかダメージを受けてハートが3つ以下になると、戦いが強制的に終了してしまう。
イカーナ地方の幽霊小屋に登場。
アイアンナック
斧を持ち鎧を身につけたモンスター。最初はその場でじっとしているが、リンクが攻撃を加えると動き出す。動きは遅いが、こいつの攻撃を盾で防ぐことはできず、攻撃を食らうと大ダメージを受ける。ある程度ダメージを与えると鎧が外れ、動きが素早くなる。黒色の他に白色の個体が存在するが、能力の違いは無い。前作にも登場。
墓場の下、月に登場。
ビッグポウ
大型のポウ。前作にも登場したが今作では動きは遅く、回転しながら体当たりしてくる。倒した際に出てくる魂はあきビンで回収できる。
墓場の下、井戸の下に登場。
イカーナ王
イカーナ古城の城主である骸骨の王。最初は自ら戦わず、2人の側近を戦わせてくる。剣と盾で攻守を使い分け、ジャンプ斬りや毒霧の噴射による攻撃を仕掛ける。頭と体を分離させることもあり、分離中は如何なる攻撃も効かない。
この戦闘中に「隊長のボウシ」を被っていると一瞬スタル・キータと勘違いするが、リンクが本物のキータより明らかに小さい為、惜しくも見破られる。また、前座となる2人の側近は「ブレー面」のマーチで行進してしまう。
ボス・ガロ
ガロの頭領。ガロ達から「親方様」と呼ばれている。炎を纏った剣を用いて素早い動きで攻撃する。ロックビルの神殿での戦闘後には自らが知る情報をリンクに伝える。
ロックビルの神殿、秘密のほこら、月に登場。
ゴメス
死神のモンスター。体力が高く、大鎌を振るって強力な攻撃を放つ。体の周りを覆う大量のコウモリを剥がさないとダメージを与えられない。
ロックビルの神殿に登場。

#### ボスキャラクター
密林仮面戦士オドルワ
ウッドフォールの神殿のボス。剣と盾を持つ巨大な人型の魔物。奇妙な声を上げながら踊り、時折大ジャンプをして切りつけてくる。虫やブロックを天井から落としてくることもある。
倒すと「オドルワの亡骸」が手に入る。
仮面機械獣ゴート
スノーヘッドの神殿のボス。獣のような姿をした機械仕掛けの魔物。ドーナツ状の部屋を走り回り、岩を蹴り飛ばしたり、電撃を放ったりして攻撃する。ダメージが蓄積してくると天井から岩を落としたり、爆弾を放ったりする攻撃も行う。
倒すと「ゴートの亡骸」が手に入る。
巨大仮面魚グヨーグ
グレートベイの神殿のボス。大型の魚の魔物。水中を泳ぎ回りながら、時折、水面から飛び出してリンクに食らいつこうとする。水中では噛みつき攻撃のほか、大量の稚魚を吐き出して襲わせる。
倒すと「グヨーグの亡骸」が手に入る。
大型仮面虫ツインモルド
ロックビルの神殿のボス。巨大なムカデ型の魔物で、赤と青の2匹が登場する。地面から現れたり潜ったりを繰り返し特別な攻撃はしてこないが、体に触れるとダメージを受ける。
倒すと「ツインモルドの亡骸」が手に入る。
ムジュラの仮面
本作のラストボス。邪悪な力が宿る仮面。3つの形態を持ち、第1形態は仮面から触手を伸ばした「ムジュラの仮面」、第2形態は仮面に手足の生えた「ムジュラの化身」、最終形態は筋肉質な体つきの「ムジュラの魔人」となる。第1形態は浮遊しながら突進攻撃や熱光線を放つ攻撃を行い、一定のダメージを与えると、各神殿で倒したボスの亡骸が動き出し、ともに攻撃してくる。第2形態では素早く動きながら連続で光弾を投げつけてくる。最終形態では鞭や蹴り技、爆発するトゲ付コマを用いて攻撃する。

## アイテム
ここでは『ムジュラの仮面」で特徴的なアイテムについて解説する。

### 剣と盾
コキリの剣
最初から所持している、ハイラルのコキリ族に伝わる剣。前作にも登場したがデザインは異なる。攻撃力は低く、リーチも短い。盾と違って店売りはされておらず、タックリーに盗まれた場合はマニ屋で買い戻すことになるが、「時の歌」で最初の朝に戻れば手元に帰ってくる。
フェザーソード
鍛冶屋でコキリの剣を鍛えると完成する剣。鍛えるには100ルピー掛かる上、一晩待たなければならず、鍛えている間は当然剣は使えない。
コキリの剣よりも攻撃力は高いが、100回使うと刃こぼれしてコキリの剣に戻ってしまう。また、「時の歌」で最初の朝に戻った際にもコキリの剣に戻る。リーチはコキリの剣と変わらない。入手方法の関係上、この剣は2日目以降でしか使えない。
金剛の剣
鍛冶屋で砂金を用いてフェザーソードを鍛えると完成する剣。フェザーソードと違って刃こぼれせず、最初の朝に戻っても状態が維持される。攻撃力がフェザーソードよりも高く、リーチも長い。
鍛えるのに代金は掛からないが、やはり一晩待たなければならないので、この剣を入手する為には、2日目が終わるまでにフェザーソードと砂金の両方を手に入れておかなければならない(最期の日だと砂金があっても鍛えて貰えない)。
勇者の盾
最初から所持している盾。前作のハイリアの盾に似ているが、細部のデザインは異なる。攻撃を防ぐだけでなく、敵が吐く種や岩などを弾き返せる。店売りされている為、ライクライクやタックリーとの接触で喪失した場合は買いなおすことができるが、剣と違って喪失したまま「時の歌」で最初の朝に戻った場合は手元に帰ってこない。また、仮面で変身している間は盾が使えないが、一部仮面でも防御の代用ができ、ライクライクに食べられる心配もない。ミラーシールド入手後は、手元からなくなり、再入手ができなくなる。
ミラーシールド
光を反射できる盾。攻撃を防ぐだけでなく謎解きにも用いられる。前作とはデザインが異なる。入手後は勇者の盾がこれに置き換わる形でなくなるが、前作同様、敵が吐く種や岩などは弾き返せない。また、この盾はライクライクに食べられる心配はなく、タックリーにも盗まれない。

### Cアイテム
左・下・右のCボタンユニットにセットして、使う、もしくは構えることができるアイテム。
デクの実
植物の実。敵に投げつけると一定時間麻痺させることができる。デクナッツリンク時には滑空中に投下して敵にダメージを与えられる。20個まで持てるが、前作と違って最大所持数は増やせない。
デクの棒
木の棒。敵や障害物を一度殴ると折れてしまうが、攻撃力が高い。先端に火をつけることができる。デクの実と違って10本までしか持てず、これも本作では最大所持数を増やせない。ちなみに、前作ではデクの樹から採取した枝となっているが、本作ではこれとデクの実は、デクババを材料にして作られている。
勇者の弓
矢を放つことができる弓。矢は矢立ての大きさによって30～50本まで持てる。
以下の魔法の矢は使用時に魔力を消費する。魔力が無い場合は通常の矢を放つ。
炎の矢
炎をまとった矢。氷を溶かしたり燭台に火を灯したりできる。
氷の矢
冷気をまとった矢。一部の敵や水面を凍らせることができる。
光の矢
光をまとった矢。光に反応する仕掛けを作動させることができる。他の2つよりも魔力の消費量が多い。これを使って一部の敵を倒すと高額のルピーを落とす。
フックショット
先端を発射して対象物に打ち込むことで、対象物の場所まで飛んで行ったり自分の元へ引き寄せたりできる道具。前作のロングフックとほぼ同等の性能。
バクダン
ボム袋購入後に入手可能になる、様々なものを破壊できる爆弾。取り出してから数秒後に爆発する。ボム袋の大きさによって20～40個まで持てる。
各地に咲いている「バクダン花」もバクダンと同じ効果だが、こちらの方が爆発までに時間が掛かる。
ボムチュウ
ネズミを模した自走式のバクダン。こちらもボム袋購入後に入手可能になるが、バクダンと違って草や壺などからは入手できず、バクダン屋で買うか、各地の宝箱などから入手することになる。
一定時間の経過後に爆発するが、途中で障害物に接触するとその場で爆発する。持てる個数と爆発の効果はバクダンと同じ。
また、本作では「本物のボムチュウ」なる敵が登場しているが、このアイテムとはあまり似ていない。
大バクダン
大型のバクダン。ゴロンリンク時のみ使用可能で1個だけ所持できる。バクダンでは壊せない大岩などを壊すことができる。取り出してから数十秒後に爆発するが、矢を当てるとすぐに爆発する。
時のオカリナ
かつてゼルダ姫からもらった楽器。演奏する曲に応じて様々な効果が現れる。リンクの変身状態によって使用楽器が、ラッパ（デクナッツリンク）、ボンゴ（ゴロンリンク）、ギター（ゾーラリンク）に変化する。
魔法のマメ
不思議な豆。特定の場所に植えた後、水をかけたり雨水がかかったりすると成長し、空中を移動する葉っぱのリフトとなる。20個まで持てる。
あきビン
様々なものを入れることができる容器。一見中に入らないように思えるものでも入ることがある。「時の歌」で最初の朝に戻る際、あきビン自体は手元に残るが、中身は失われる。ビンの中身については後述。6つまで所持できる。
まことのメガネ
普通では見えないものが見えるようになる眼鏡。使用中は魔力を消費し続ける。
写し絵の箱
写し絵（写真）を撮ることができるカメラのような装置。保存できる写し絵は1枚だけだが、何度でも撮り直すことができる。
撮った写し絵は「時の歌」で最初の朝に戻ると消えてしまう。
大妖精の剣
大妖精からもらえる、刀身に黒バラが刻まれた最強の剣。両手持ちであるため防御ができず、使用中は小回りが利きにくくなるが、攻撃力は金剛の剣より高く、リーチも一番長い。装備ではなくCアイテムと同じ扱いで、他の剣と併用できるが、回転斬りはスティック一回転の方法でしか使えない。青バブルに呪われていても使える。

### 仮面・お面
Cアイテムの一種であり、Cボタンユニットにアイテムをセット後、ボタンを押すことで仮面・お面を着脱する。
本作では、被ることでリンクの姿が大きく変わるものを「仮面」、それ以外のものを「お面」と呼んでいる。なお、日本国外版では仮面・お面のような呼び分けはされていない。
仮面による変身中は、変身した姿に応じた特殊なアクションを行うことが可能になる。ただしその反面、元のリンクの状態で使用できた一部の装備が変身中は使えない場合がある。
仮面での変身中や付けたお面によっては、会話した人物の反応が変わる場合がある。

#### 仮面
デクナッツの仮面 (Deku Mask)
物語の序盤でリンクにかけられた呪いが解けた後に手に入る仮面。被ると「デクナッツリンク」に変身する。扱える楽器はラッパ。
体を回転させて周囲の敵を攻撃したり、魔力を消費してシャボン玉を発射したりできる。
水面を5回だけ跳ね進めるほか、地面に生えている「デク花」に潜り込んだ後に大ジャンプして、花型のプロペラにより滑空することができる。滑空は一定距離まで移動することもできるが、距離が進むほどプロペラの回転が落ち、最終的に落下する。滑空中はデクの実を投下させることもできる。
植物由来の種族のため火に弱い。また、体が小さく軽いため、高い段差を越えられず、床に設置されたスイッチを押すことができない。
クロックタウンの住人からは幼くみられ、町の外に出ようとすると兵士に止められる。体が小さすぎるため、エポナに乗ることはできない。
ゴロンの仮面やゾーラの仮面と違い、仮面の元になった魂の人物は作中では明言されていないが、ウッドフォールのデクナッツ族の王国の執事はこの姿のリンクに行方不明になった息子の面影を見ており、また序盤のみ通るエリアにて「チャットが「アンタのその姿…これに似てない？」と評するデクナッツ族のような形状の小さい木」が生えている。本作のエンディングでデクナッツの執事はここに辿り着いており、項垂れてその木を見つめるカットがある。
ゴロンの仮面 (Goron Mask)
ゴロン族の英雄、ダルマーニ3世の魂を癒すことで手に入る仮面。被ると「ゴロンリンク」に変身する。扱える楽器はコンガ。
強力なパンチを繰り出せ、岩を破壊することが可能。このパンチには炎の属性があり、氷の魔法を放つウィズローブに攻撃すると効率良くダメージを与えられる。体を丸めて高速で転がることができる。また、丸まった状態で飛び上がり、そのまま地面に体当たりすると周辺の敵にダメージを与えることができ、一部のスイッチを押すことも可能。
丸まった状態で最高回転速度を一定時間維持することで、魔力を消費する代わりにトゲが生え滑らなくなり、同時に身体が硬質化し体当たりで敵を倒せる。
火に強く溶岩の上を歩いてもダメージを受けない。体が重いため水中では溺れてしまうほか、高い段差を越えられない。
ゴロンたちからはダルマーニ3世と勘違いされる。体が重すぎるため、エポナに乗ることはできない。
ゾーラの仮面 (Zora Mask)
ゾーラ族のバンド「ダル・ブルー」のギタリスト、ミカウの魂を癒すことで手に入る仮面。被ると「ゾーラリンク」に変身する。扱える楽器はギター。
水中を素早く自在に泳げ、水面に飛び上がることで大ジャンプも可能。また、潜ることで水底を地上と同じように歩くこともでき、そのまま水中で戦闘することも可能。
徒手空拳による近距離戦闘や右腕のヒレを盾のように構えたままの移動防御ができ、両腕についたヒレをブーメランのように飛ばす攻撃もできる。また、泳ぎや防御時に魔力を消費して電流のバリアを張り、敵の攻撃を防ぐと同時にダメージを与えられる。
水棲の種族のため、火と氷に弱い。背が高いので、素のリンクより少し高い段差を登ることができる。
ゾーラたちからはミカウと勘違いされる。体がヌルヌルして滑るため、エポナに乗ることはできない。
巨人の仮面 (Giant's Hat)
ボス戦の直前のロックビルの神殿で手に入る仮面。被ると体が巨大化する。ロックビルの神殿のボス戦でのみ使用可能。
巨大化している間は魔力を消費し続け、魔力が尽きると元の姿に戻る。また、巨大化中は他のアイテムは使えない。『ムジュラの仮面 3D』では可能なアクションが追加される。
鬼神の仮面 (Fierce Deity's Mask)
条件を満たすとムジュラの仮面を着けた子供から渡される仮面。被ると「鬼神リンク」（声 - 檜山修之）に変身できる。各神殿のボス部屋と最終決戦でのみ使用可能。
鬼神リンクの外見は『時のオカリナ』のおとなリンクの顔に紋様が付き、白髪、白い服を着たような姿で、8の字を描いたような刀身の両手剣を常に構える。敵をロックオンして剣を振ると、魔力を消費して光弾を放つ。回転斬りも一応可能。変身中はビン以外のアイテムは使えない。
「鬼神」の読みは、NINTENDO64版の公式ガイドブックでは「おにがみ」となっている。

#### お面
ポストハット (Postman's Hat)
ポストマンが被っている帽子。クロックタウンに設置されている郵便ポストの中身を覗くことができる。
夜更かしのお面 (All-Night Mask)
被ると、どれほど眠くても眠れなくなるお面。元々は拷問道具だったらしい。条件を満たすとマニ屋の商品棚に陳列されるが、500ルピーと高額なので、巨人のサイフがないと買えない。
バクレツのお面 (Blast Mask)
被るとバクダンのように爆発を起こせるお面。爆発の効果は通常のバクダンと同じで、大バクダンでしか壊せない大岩などはこのお面でも壊せない。爆発の際にはダメージを受けるが、盾を構えながら使えば防げる。水中でも使用可能。1度使うと約10秒間は爆発できない。Bボタンで爆発する為、被っている間は剣が使えない。
石コロのお面 (Stone Mask)
周囲の景色に溶け込み、存在感が薄くなるお面。人間の見張りや多くの敵に気付かれずに行動できるようになるが、中にはこれを見破る敵もいる。
イカーナへの道で入手する。
大妖精のお面 (Great Fairy Mask)
大妖精を模したお面。部屋の中にはぐれ妖精がいると音が鳴り髪が揺れる。近くにいるはぐれ妖精を引き寄せることもできる。
キータンのお面 (Keaton Mask)
化け狐キータンを模したお面。特定の場所に生える草を一度に切ると、隠れているキータンが現れる。このお面は前作にも登場したが、本物のキータンが出て来るのは本作が初めて。
ブレー面 (Bremen Mask)
鳥の顔を模したお面。動物楽団のリーダーが被っていたという。被るとBボタンでマーチを奏でながら動物などと一緒に行進できる。被っている間は剣が使えない。
ウサギずきん (Bunny Hood)
長いウサギ耳がついた黄色い頭巾。野生の力が宿って移動速度とジャンプ力が向上し、聴覚も鋭くなる。前作にも登場しており、あちらでは移動速度は変わらないが、ハイラル平原にスタルベビーが出なくなるという特殊効果があった。
ゲーロのお面 (Don Gero Mask)
カエルのお面。カエルの合唱団を率いるドン・ゲーロというカエルに似ているらしい。被るとカエルと話せるようになる。
ブーさんのお面 (Mask of Scents)
ブタのお面。嗅覚が敏感になり、魔法のキノコが生えている場所を嗅ぎ当てることができる。被っている間はブタの鳴き声を発する。
ロマーニのお面 (Romani Mask)
ウシのお面。クロックタウンのミルクバー「ラッテ」の会員証として用いられ、営業時間中の入店や店内でミルクを購入する際に提示を求められる。
座長のお面 (Circus Leader's Mask)
ゴーマン一座を率いるゴーマン座長の顔を模したお面。被った状態でゴーマン座長ゆかりの人物に話しかけると特別な反応を示す。被っている間は涙を流し続ける。
カーフェイのお面 (Kafei's Mask)
行方不明の青年カーフェイの顔を模したお面。被った状態で話しかけると、カーフェイに関する聞き込みができる。
まことのお面 (Mask of Truth)
ハイラルのシーカー族に伝わる不思議なお面。被ると動物の心が読めたり、お面と同様の模様が刻まれた「ゴシップストーン」から様々な噂話を聞けたりする。
なお、前作では「まことの仮面」という名前だったが、本作では「まことのお面」に変更されている。
カマロのお面 (Kamaro's Mask)
カリスマダンサー・カマロの顔を模したお面。被ってBボタンを押しっぱなしにすると、カマロが編み出した奇妙なダンスが踊れる。被っている間は剣が使えない。
ギブドのお面 (Gibdo Mask)
ミイラのモンスター「ギブド」を模したお面。これを被っている間はギブドから攻撃を受けず、一部のギブドとは会話ができる。また、ゾンビ型モンスター「リーデッド」に近づくと踊りだす。
ガロのお面 (Garo's Mask)
かつてイカーナで活動していた忍者の魂が宿るお面。イカーナの各所に隠れている幽霊「ガロ」を呼び出せる。被った状態でリーデッドに近づくと踊りだす。
隊長のボウシ (Captain's Hat)
スタル・キータ隊長を模した帽子。スタル・キータの部下であるスタルベビー達に命令を下せるようになる。被った状態でリーデッドに近づくと踊りだす。
めおとの面 (Couple's Mask)
愛の誓いを見届けた証となるお面。人の心を和ませる力がある。

### 大妖精から授かる力
魔力
クロックタウンの大妖精から授かる。ハートの下に表示される緑色のメーター。魔法の矢やデクナッツリンクのシャボン玉など、魔力を必要とするアイテムや技を使用する時に消費する。なお、魔力を消費している間は他の魔力を消費する行動はとれない（例えば、まことのメガネを使っている時に魔法の矢を撃ったりはできない）。
剣の技（大回転斬り）
ウッドフォールの大妖精から授かる。魔力を消費して広範囲の回転斬りを行えるようになる。Bボタンを押しっぱなしにすると、2段階で剣に気力が溜まり、Bを離すと大回転斬りが発動する。3Dスティックを素早く一回転してからBを押すと即座に使用可能で、この場合は魔力を消費しない。
回転斬り自体は魔力がなくても使用可能だが、Bを押しても気力が溜まらず、弱い回転斬りにしかならない。また、この力を授かる前では1段階しか気力が溜まらず、狭い範囲の回転斬りになる。
前作では魔力入手イベントとこの力を授かるイベントが一緒になっており、魔力入手時点で大回転斬りが使用可能だった。
魔力強化
スノーヘッドの大妖精から授かる。魔力のメーターが2倍になる。
防御力強化
グレートベイの大妖精から授かる。ハートの縁が白くなり、敵から受けるダメージが今までの半分になる。
大妖精の剣
イカーナの大妖精から授かる。最強の威力を持つ両手剣。剣の仕様については前述。

### あきビンの中身
あきビンの中身は以下の18種類。入手するには空のあきビンが必要で、中にはその場で使えないアイテムもある。前述の通り、「時の歌」で最初の朝に戻るとビンの中身は全て失われる。また、ビンの中身はマニ屋に売ることができ、ほとんどの中身は20ルピーで売れる。売値が20ルピーでない中身については記述する。
赤いクスリ / 緑のクスリ / 青いクスリ
雑貨屋や沼のクスリ屋などで買える飲み薬。赤いクスリはライフを、緑のクスリは魔力を、青いクスリはライフと魔力を全回復できる。
妖精
各地のツボや草などから出現するピンク色の妖精。使うとライフをハート10個分回復できる。また、ライフが0になった時は自動的に使用され、ハート10個分回復して復活できる。
ミルク / ミルク（1/2）
前作の「ロンロン牛乳」と同じ効果のミルク。飲むとライフをハート5個分回復できる。2回に分けて飲める。ミルクバーや牧場で買えるが、ウシに「エポナの歌」を聴かせればタダで貰える。これを欲しがっているギブドに飲みかけのミルクを渡すこともできる。また、売値は他の中身と同じく20ルピーだが、飲みかけのミルクは5ルピーになる。
サカナ
洗濯場や町の雑貨屋、各地の隠し穴などにいる魚。海洋研究所のサカナのエサにしたり、欲しがっているギブドにあげたりする。
ムシ
各地の隠し穴や石ころの下などにいる虫。特定のマメまきポイントに入れると、黄金のスタルチュラが出現する。一部のギブドはこれを欲しがっている。
泉の水
沼の水をビンで掬うなどして入手できる水。また、温泉のお湯が冷めるとこれになる。魔法のマメを植えた後にかけると乗れるリフトに成長する。飲むことはできない。
魔法のキノコ
不思議の森に自生している、青いクスリの材料になるキノコ。これをコタケの所に持って行けば作ってくれ、最初の1回目はタダで青いクスリをくれる（材料不足による品切れの為、これを持って行かないと買えない）。また、青いクスリをタダで貰った後は、コタケがキノコを買い取ってくれるようになる。売値はマニ屋に売った場合は5ルピー、コタケに売った場合は20ルピー。
デク姫
ウッドフォールの神殿で捕えられていたデクナッツ王国の姫。彼女をビンに入れてデク王の所に連れて行けば沼の事件を解決できる。デク王の前以外では出すことができず、売ることもできない。
温泉のお湯
山里のゴロンの墓場などで手に入るお湯。邪魔な氷の前で使えば溶かすことができる他、これを魔法のマメにかけても乗れるリフトに成長する。しばらく経つと冷めて泉の水になってしまう。泉の水と同様、飲むことはできない。
砂金
ゴロンレースで1位になると入手できる、金剛の剣の材料になる砂金。剣を作った後は鍛冶屋かマニ屋に売るしか使い道がなくなる。鍛冶屋ならいつでも買い取ってくれる代わりに40ルピーでしか買い取ってくれない。マニ屋で売った場合は200ルピーで売れる。
ゾーラのタマゴ
「潮騒のボサノバ」を習得するのに必要なタマゴ。全部で7個あり、トンガリ岩と海賊の砦で入手する。売ることはできるが、1個でも売るとその3日間では曲を覚えられなくなってしまう。逆に覚えた後は売る以外に使い道がなくなる。
タツノオトシゴ
漁師の家で捕まっている金色の魚。助け出してトンガリ岩の前で放せば道案内をしてくれる。トンガリ岩以外では出すことができず、売ることもできない。
シャトー・ロマーニ
ミルクバーで売っているビンテージミルク。値段は一杯200ルピーと高額だが、普通のミルクと違ってここで買うか特定のイベント以外に入手手段がない。飲むとライフと魔力が全回復する。さらに魔力メーターが青色になり、3日間魔力が減らなくなる（魔力強化の有無は関係ない）。この効果は「時の歌」を演奏して最初の朝に戻るまで有効。ミルクを欲しがっているギブドにこれを渡すこともできる。売値は200ルピー。
ポウ
敵キャラのポウを倒すとその魂を回収できる。飲むとライフが回復する時と減る時がある（どちらになるかはランダム）。売値は50ルピー。
ビッグポウ
敵キャラのビッグポウを倒すとその魂を回収できる。こちらはポウと違って飲むことはできず、マニ屋に売るか、これを欲しがっているギブドにあげるしか使い道がない。売値は200ルピー。

### その他のアイテム
下記のアイテムの内、カギ、はぐれ妖精、黄金のスタルチュラの魂、手持ちのルピーは「時の歌」で最初の朝に戻ると消滅する。
マップ
タルミナの世界が描かれた地図。チンクルが地域別で販売している。買うと画面右下にマップが表示されるようになる。また、こちらのマップにはコンパスの機能も備わっている。
ダンジョンマップ
マップ画面にダンジョンの構造が表示される。これがないとプレイヤーが入った部屋しか表示されない。チンクルから買うマップと同様、画面右下にもその部屋のマップが表示されるようになる。
コンパス
プレイヤーの現在位置やダンジョン内の宝箱の位置等がマップに表示されるようになる。ボスがいる階層もマップ画面で分かる。マップを取らずにコンパスだけを取ると、コンパスで表示されるものだけが表示される。
小さなカギ / ボス部屋のカギ
ダンジョン内の施錠された扉を開けるために必要な鍵。鍵の数と扉の数は同じなので足りなくなる心配はない。また、鍵は手に入れた神殿専用であり、他の神殿に持って行っても使えない。
矢立て / ボム袋
矢とバクダン類を入れておく入れ物。ボム袋はバクダン屋で買うが、矢立ては「勇者の弓」の入手と同時に手に入る。
矢は30本、バクダン・ボムチュウは20個まで持つことができるが、「大きな矢立て・ボム袋」、「最大の矢立て・ボム袋」を入手すると、それぞれ10本、10個ずつ所持数を増やせる（最大で矢は50本、バクダン・ボムチュウは40個まで持てる）。
ただし、ボム袋を大きくしても「大バクダン」の所持数は増やせない。
ルピー
タルミナの通貨。アイテムの購入やミニゲームの代金として使用する。草を刈ったり敵を倒すなどで入手できる。
色によって価格が変わり、緑が1ルピー、青が5ルピー、赤が20ルピー、紫が50ルピー、銀が100ルピー、金が200ルピーになる。大きいルピーを取っても財布の容量を超える金額は入手できないので注意。
前述の通り、手持ちのルピーは「時の歌」で最初の朝に戻るとなくなるが、銀行に預けたルピーはなくならない。最大で5499ルピーまで預けられる。
サイフ
ルピーを入れておく財布。最初は99ルピーまでしか持てないが、「おとなのサイフ」を入手すると200ルピーまで、「巨人のサイフ」を入手すると500ルピーまで持てるようになる。
貯金があっても財布がないとお金を降ろせないので、巨人のサイフまで入手しないと買えないアイテムもある。
ハートのかけら / ハートの器
ハートを象ったアイテム。プレイヤーの初期ライフはハート3個分しかないが、これらを取ることでライフゲージを増やせる。ハートの器は1個取るだけでライフゲージを増やせるが、ハートのかけらは4個取る必要がある。また、取るとその場でライフが全回復する。
ハートのかけらはタルミナの各地にあり、全部で52個ある（ハート13個分に相当）。ハートの器は全部で4個あり、各神殿のボスを倒すと1個ずつ手に入る。全てのかけらと器を集めるとライフゲージはハート20個分になる。
はぐれ妖精
クロックタウンに1匹（昼と夜で居場所が違う）、各ダンジョン内に15匹ずついる小さな妖精。全部集めてそれぞれを各地にある妖精の泉に連れて行くと大妖精が復活する。また、触れるとライフを少しだけ回復できる。
妖精珠
ゴシップストーンに「嵐の歌」を聴かせると出現する大きめの妖精（「エポナの歌」だと通常の妖精が出る）。取るとライフと魔力を回復できるが、ビンに入れることはできない。
回復のハート
ダメージを受けている時に草や壺などから出てくる赤いハート。取るとハート1個分のライフを回復できる。ダメージを受けていない状態では出現せず、代わりに緑ルピーが出てくることが多い。ビンに入れることはできない。
魔法のツボ
魔力入手後に草や壺などから出てくる緑色の壺。取ると魔力を回復できるが、大小2種類のサイズがあり、大きい方が多くの魔力を回復できる。ビンに入れることはできない。
黄金のスタルチュラの魂
沼と海のクモ館（後述）にいるクモの敵「黄金のスタルチュラ」を倒した証。館の中にある魂を全て集めて入り口まで持っていくと報酬が貰える。
ボンバーズ団員手帳
タルミナ各地で起きる様々な事件などをスケジュールとして記録できる手帳。
64版と3DS版では仕入手方法や仕様が大幅に異なる。
オドルワの亡骸 / ゴートの亡骸 / グヨーグの亡骸 / ツインモルドの亡骸
各ダンジョンのボスを倒すと手に入るボスの亡骸。各神殿をクリアした証のような役割であり、これらは被ったりすることはできない。

### イベントアイテム
各種イベントをクリアする為に受け取り、別の人に届ける必要があるアイテム（宿のカギは例外）。これらのアイテムは「時の歌」で最初の朝に戻ると消滅する。
月の涙
天文観測所の望遠鏡でスタルキッドを覗くと月から落ちてくる石。クロックタウン南のアキンドナッツが欲しがっており、渡すと土地の権利書をくれる。
土地の権利書 / 沼の権利書 /山の権利書 / 海の権利書
各地のアキンドナッツが所有しているデク花を使う為に必要な権利書。各地にいるアキンドナッツ達にそれぞれ対応する権利書を渡していけば各地のデク花を使わせて貰える。谷のアキンドナッツは権利書をくれないが、代わりに多額のルピーをくれる。紙なので便所の手に渡すこともできる。
宿のカギ
ナベかま亭のアンジュに予約していると偽ると貰えるカギ。これがあれば2階の「ナイフの間」に入れるようになり、玄関も24時間出入り自由になる。受け取った後の使い道は特になく、必然的に「時の歌」で消滅してしまうアイテムとなる。
カーフェイへの手紙
条件を満たすとアンジュから渡される手紙。これをポストに投函すればひとまずこのイベントはクリアだが、紙なので便所の手に渡すこともできる。
思い出のペンダント
条件を満たすとカーフェイから渡されるペンダント。これをアンジュに届けるよう依頼される。
母への速達
条件を満たすとマニ屋のおじさんから渡される速達の手紙。これをアロマ夫人に届けるのだが、リンクが直接渡す場合とポストマンに配達して貰う場合とで、イベントが2パターンに分岐する。これも紙なので便所の手に渡すこともできる。

## オカリナのメロディ
時の歌 (Song of Time)
前作『時のオカリナ』でゼルダ姫から教わったメロディ。演奏するとアイテムの入手状況などをセーブして最初の朝に戻る(『ムジュラの仮面 3D』ではセーブされない)。時計塔の中では効果がない。
時の逆さ歌 (Inverted Song of Time)
時の歌を反対から演奏することで「時の逆さ歌」となり、時間の経過速度が通常の3分の1になる（『ムジュラの仮面 3D』では2分の1）。時間が表示されない場所(サコンのアジトや月の中など)では効果がない。NINTENDO64版ではメニュー画面に表示されない。
時の重ね歌 (Song of Double Time)
時の歌の最初の3音をそれぞれ2度ずつ繰り返して演奏することで「時の重ね歌」となり、時間を半日（『ムジュラの仮面 3D』は1時間単位で最大24時間）進めることができる。最期の日の夜（3DS版では夜5時以降）に演奏しても効果はなく、一部効果のないマップがある。NINTENDO64版ではメニュー画面に表示されない。
エポナの歌 (Epona's Song)
ロマニーから教わるメロディ。エポナが来れる場所で演奏するとエポナを呼び出すことができる。ウシに聞かせるとミルクが手に入る。前作にも登場。
いやしの歌 (Song of Healing)
しあわせのお面屋から教わるメロディ。無念を抱えて亡くなった者の魂を癒やすことができる。また、壊れた看板を直すこともできる。楽譜をよく見ると、前作の「サリアの歌」を反対から演奏した曲になっている。
大翼の歌 (Song of Soaring)
ウッドフォールにある石版を見て覚えるメロディ。読みは「おおつばさのうた」。各地にあるフクロウ像の前にワープすることができる。ワープするには予め訪れて、像を攻撃して翼を広げた状態にする必要がある。また、ダンジョン内で演奏すると入口まで戻れる。一部効果のないマップがある。
嵐の歌 (Song of Storms)
イカーナ地方の墓場で音楽家のフラットから教わるメロディ。雨を降らせることができる。呪われている時に演奏するとその場で呪いが解ける。前作にも登場。
録音案山子の歌 (Scarecrow's Song)
自由な8音で任意に作曲することができるメロディ。ただし、同じ8音と本作に登場するメロディでは作曲できない。演奏すると特定の場所でカカシを呼び寄せることができる。「時の歌」を演奏して最初の朝に戻ると曲のデータは消去される。NINTENDO64版ではメニュー画面に表示されない。前作にも同じ仕様で登場している。
目覚めのソナタ (Sonata of Awakening)
デクナッツの城に捕らえられたサルから教わるメロディ。様々なものを目覚めさせることができる。デクナッツリンクでなければ教えてもらえない。
半分だけの子守唄 (Lullabye Intro)
ゴロン族の長老から教わるメロディ。「ゴロンのララバイ」の最後の2音がないもの。「ゴロンのララバイ」が完成するとこのメロディは演奏できなくなる。
ゴロンのララバイ (Goron Lullabye)
長老の息子から教わるメロディ。ゴロンたちを眠らせることができる（一部、効果のないゴロンもいる）。ゴロンリンクでなければ教えてもらえない。
潮騒のボサノバ (New Wave Bossa Nova)
グレートベイでタマゴを全て孵化させると覚えられるメロディ。グレートベイに眠る巨大な亀を呼び出すことができる。ゾーラリンクでなければ覚えられない。
ぬけがらのエレジー (Elegy of Emptiness)
イカーナ古城でイカーナ王から教わるメロディ。演奏者自身と同じ姿のぬけがらを生成できる。最大4つまで同時に生成可能で、同じ姿で2度演奏すると、最初に演奏した位置のぬけがらは消える。作ったぬけがらはスイッチの重しとして使うのだが、デクナッツリンクのぬけがらは軽すぎて重しとしては使えない。
誓いの号令 (Oath to Order)
タルミナを守護する巨人から教わるメロディ。時計塔の上で演奏すると四巨人を呼び寄せることができる。

## メインダンジョン
ウッドフォールの神殿 (Woodfall Temple)
沼地に毒が溢れる原因となっている神殿。内壁には蔦が這い、至る所で毒水が溢れている。吹き抜けの広い部屋では、デクナッツリンク状態でデク花を利用して滑空しながら進むことになる。
中ボス：ダイナフォス、ゲッコー&スナッパー
ボス：「密林仮面戦士 オドルワ」
スノーヘッドの神殿 (Snowhead Temple)
山里の異常気象の原因となっている神殿。氷壁で覆われているが、地下には溶岩地帯が広がっている。中央の吹き抜けの部屋は巨大な氷の柱で貫かれている。ゴロンリンク状態での様々なアクションを駆使して攻略する必要がある。
中ボス：ウィズローブ×2
ボス：「仮面機械獣 ゴート」
グレートベイの神殿 (Great Bay Temple)
海岸の様々な異変の原因となっている神殿。内部には水路や水を通すパイプが張り巡らされており、中央の大部屋では猛烈な勢いで水流が渦巻いている。神殿の各所にあるバルブを操作して水の流れを変えながら攻略を進めていく。神殿内の大部分が水に浸かっているため、ゾーラリンク状態で泳ぎながら進む場面が多い。
中ボス：ワート、ゲッコー&マッドゼリー
ボス：「巨大仮面魚 グヨーグ」
ロックビルの神殿 (Stone Tower Temple)
渓谷の暗雲の原因となっている神殿。部屋が点在するものの、多くの場所では天井がなく上空が見える。後半では、天地が逆転した神殿内部を再度探索する。デクナッツリンク、ゴロンリンク、ゾーラリンクそれぞれの能力、そしてぬけがらのエレジーのメロディを駆使して攻略することになる。
中ボス：ボス・ガロ、ゴメス
ボス：「大型仮面虫 ツインモルド」

## サブダンジョン
クモ館
沼と海にあるクモの巣だらけの謎の館。中には黄金のスタルチュラが30匹ずつおり、倒すと出現する「魂」を全て集めてから入り口にいる人物に話し掛けると報酬が貰える。海のクモ館は1日目にクリアしないと報酬が変化する。
サコンのアジト
イカーナ渓谷のはずれにあるスリのサコンのアジト。普段は入り口が閉ざされているが、最期の日の夜に「めおとの面」に関するイベントの際に侵入することになる。内部は小さな部屋がいくつも連なった構造になっており、2つのルートを交互に攻略する作りになっている。
中に入るといつも表示されている時計が消え、中で時間は進まないが、外に出るとイベントの成否に関係なく、夜12:00まで時間が進む。
かくれんぼ
月の内部に存在するミニダンジョン。各神殿をコンパクトにしたような構造で、仮面の能力を駆使して進めていくことになる。中に入るには、各ボスの亡骸を被った子供が要求する数（1〜4個）のお面を渡す必要があり、出口の部屋でも同数のお面を渡せばクリアとなる。一度クリアすると、亡骸を被った子供がいなくなってしまうので、「時の歌」で最初の朝に戻るまでは再入場できない。また、お面を渡さずに出ることもできるが、その場合はクリアしたことにならない。渡したお面はお面選択画面からなくなるが、「時の歌」を演奏して最初の朝に戻った場合やエンディング後の再プレイ時には手元に戻って来る。「時の歌」を使わずに全てのミニダンジョンを一度にクリアすれば、ムジュラの仮面を被った子供から「鬼神の仮面」を貰えるが、その為には鬼神の仮面以外の全てのお面・仮面を入手している必要がある。

## 開発
ゲームシステムディレクターの青沼英二は、本作を当初は64DD用に出す予定だった、『時のオカリナ』の「裏ゼルダ」を開発する流れで誕生させたが、プロデューサーの宮本茂へ見せたところ、あと1年で新しい『ゼルダ』ができるならやってみるように指示された。『時のオカリナ』の要素を使用するにしてもボリュームが不足するため、新要素を追加するにあたり、青沼は一人では不安だったため、小泉歓晃に声をかけた。二人で検討する中で、当時流行していたループもののドイツ映画『ラン・ローラ・ラン』から、「時間」という概念を使って、場所や事象を繰り返し遊ぶ着想を得た。企画当初は1週間を繰り返すシステムだったが、1年の開発期間では間に合わないため、始まり、中間、終わりの3日間に絞って「3日間システム」を構想した。
仮面に関しては青沼は『時のオカリナ』のお面を被るシステムを踏まえて、仮面を被るとリンクがゴロン族やゾーラ族といった亜人に変身できるとおもしろいと考えて導入した。「ムジュラ」という名称は、今村孝矢の名字と映画『ジュマンジ』を混ぜ合わせて作られた混成語。
キャラクターのチンクルは本作でデビューしたが、本作ではマップを買うシステムに決めていたため、それを売るおじさんを作る話が持ち上がり、本作の世界観も考慮されて風船で飛んでマップを描く設定となった。名前は主人公のリンクの響きに合わせる形で青沼の友人のあだ名をもじって名付けられた。

### スタッフ
- ゲームシステムディレクター - 青沼英二、小泉歓晃
- スクリプトディレクター - 高野充浩
- プログラムディレクター - 岩脇敏夫
- アートディレクター - 今村孝矢
- シネマシーンディレクター - 河越巧
- ダンジョンディレクター - 臼井健太
- メモリーマネージメントディレクター - 山田洋一
- プロデューサー - 宮本茂
- 音楽 - 近藤浩治（メインコンポーサー）、峰岸透（戦闘曲を担当）

## 評価
本作はマルチシナリオの真髄を実現したとして、第5回日本ゲーム大賞の優秀賞を受賞した。
ゲームクリエイターの藤沢仁はそれまで「ゲームにしかできない物語表現」に関して懐疑的であったが、本作の「めおとの面」のストーリーを見て、「これはゲームならではの感動だ」と感銘を受けたと語っている。

## 他機種版
バーチャルコンソールとして、Wii版が2009年4月7日より、Wii U版が2016年6月29日より配信が開始された。また、2022年2月25日より、『NINTENDO 64 Nintendo Classics』収録ソフトのひとつとして配信が開始された。

### 主な相違点
NINTENDO64版および 『ムジュラの仮面 3D』以外の共通点
- N64以外の時のオカリナ同様、下記のN64シェーダーに対応していない。
  - 外から見たクロックタウンの建物のオブジェクトが欠落している[注釈 6]。
  - バーンエフェクト（ウィズローブが放つ炎、爆発、ムジュラの仮面炎上、etc.）やノイズエフェクト（残像処理時の画面全体、etc.）が正しく描画されていない[注釈 7]。
  - グローエフェクト（N64ロゴ、燈台以外の炎、光の矢、ムジュラの仮面をつけたスタルキッドの波動、etc.）がどのバージョンでも一貫して描画されていない。

『ゼルダコレクション』（ニンテンドー ゲームキューブ）
- 画面上に表示されるボタンの色がニンテンドーゲームキューブのコントローラに合わせてある。
- メニュー表示にハートのかけらや仮面の個数が表示されている。
- ファイル数が2となり、中断セーブができるようになった。
- 一部キャラクターの色合いが変更されている。
- デクナッツの城の敷地内で豆を販売している穴の位置が変更されている。
- ゾーラリンク時、いつでもバリアを張れるようになった。
- ゾーラリンクの水面からの飛び上りを用いなくてもグレートベイの研究所に上がれるようになった。
- グレートベイの神殿の氷の矢で水車の回転を止める際、必ず水平に止まるようになった。
- ロックビルの神殿の前にスイッチが設置された。
- 2回目以降のムービーシーンをスキップできるようになった。

バーチャルコンソール（Wii）
- 一部エフェクト（バクダンの点火および爆発、ダイナフォスおよびドドンゴの吐く炎、燈台の火、燈台や鐘、壷を叩いたときの衝撃など）の色が暗く・黒く・半透明ほど異なる。
- ボムチュウの点滅が暗くなっている。
- 敵を倒した時の点滅が軽くなっている。
- はぐれ妖精の色が濃くなっている。
- スノーヘッドの神殿のボス戦前に、リンクがゴートに体当たりされた際に叫ばない。

バーチャルコンソール（Wii U）
- バーンエフェクトやノイズエフェクト、限定的だが外から見たクロックタウンの建物のオブジェクトが欠けることなく描画され、実機に近くなっている。
- Wii版に対して明度を下げる代わりに前述のエフェクトに手が加えられていない。
- ゲームオーバーシーンの橙色の空が赤く染まっている。

NINTENDO 64 Nintendo Classics（Nintendo Switch）
- Wii U版に対して明度がオリジナル同様になっている。
- Wii版に対して改変されていた一部エフェクト（はぐれ妖精の色、ダイナフォスおよびドドンゴの吐く炎（前者がボリューム減少、後者が半透明に近い）、燈台の火など）がほぼ元通りになっている。
- 光エフェクト全般（亡骸に封じ込められた魂の解放時の光、ゴートの光弾、光の矢命中時の光、燈台や鐘または壷を叩いたときの衝撃など）の挙動がおかしく、バクダン等の爆発エフェクトが75%透明になっている。
- バーンエフェクト（ウィズローブが放つ炎、ムジュラの仮面炎上等）が半透明になっている。
- 敵を倒した時の点滅が1回になっている。

### ゼルダの伝説 ムジュラの仮面 3D
『ゼルダの伝説 ムジュラの仮面 3D』（ゼルダのでんせつ ムジュラのかめん スリーディー、英題：The Legend of Zelda: Majora's Mask 3D）は、2015年2月14日に発売されたニンテンドー3DS用アクションアドベンチャーゲーム。シリーズでは4作目のCERO：B（12才以上対象）作品となる。アメリカでは日本での発売前日にあたる2月13日に発売された。
NINTENDO64版のリメイクで、『ゼルダの伝説 時のオカリナ 3D』と同様にグレッゾが開発を行っている。

#### 変更点
システム面
- 本体内蔵のジャイロセンサーを用いて弓などの狙いをつけられるようになった。また、拡張スライドパッドを装着した本体やNewニンテンドー3DSでは移動中の自由な視点変更が可能になった。
- 文字のフォントが変更され、漢字にふりがながついている。
- NINTENDO64版にはなかった一部地域のマップが表示されるようになっている（例:地下道、イカーナの墓場の墓の下、各ダンジョンのボス部屋など）。
- 時間の表示方法が分刻みのデジタル表記に変更されている。
- 一部のアイテムの仕様やマップの構造が変更され、本来想定していた攻略順序を逸脱するようなショートカットができないようになっている（例:ゴロンリンクのまるまりとバクダンの爆風で柵を越えるなど）。
- 入手したアイテムやお面をアイテム画面、お面画面の好きな位置に配置できるようになった。また、一度セットしたアイテムを外せるようになった。
- 時のオカリナと写し絵の箱が下画面に固定され、ボタンにセットすることなくいつでも使えるようになった。
- セーブの仕方が変更されている。「時の歌」でセーブされなくなった代わりにフクロウ像や各神殿内などの要所にある羽ペン型の像の前でセーブができる。これに伴い、セーブしてもセーブ回数がファイルに表示されなくなった。
- セーブ後のゲーム再開場所やその時の状況が変更。NINTENDO64版では、必ず「最初の朝」に時計塔の前から再開され、消費アイテムやシナリオ進行状況などは初期化されるが、3DS版では最後にセーブした時間・場所から再開される。これにより、消費アイテムやシナリオの進行状況などは「時の歌」を吹かない限り保持される。

ダンジョンボスの仕様変更
ダンジョンの最後で戦うことになるボス敵の攻撃方法や戦いの流れが大きく変更されている。また、目玉のような形をした弱点が追加され、これを攻撃しないと倒せないようになった。
密林仮面戦士オドルワ
後頭部に目玉が付いている。
仮面機械獣ゴート
背中に目玉が付いている。
巨大仮面魚グヨーグ
一定ダメージを与えると足場が沈み、機雷が漂う水中で戦うことになる。口の中に目玉が付いている。
大型仮面虫ツインモルド
最初に青い個体と戦い、倒した後に赤い個体と戦うことになる。赤い個体は素早く動き回りながら炎を吐いたり小型の「モルドベビー」を出現させたりする。青い個体は腹に目玉が3〜5つ、赤い個体は口の中に目玉が1つ付いている。
倒すと手に入る「ツインモルドの亡骸」がNINTENDO64版での青色から赤色に変更された。
つりぼりの追加
ウッドフォールとグレートベイにそれぞれ「沼のつりぼり」「海のつりぼり」が新設された。1回50ルピーかつりぼり券（後述）で、前作『時のオカリナ 3D』のつりぼりのように釣りを楽しむことができる（前作と違って景品のアイテムが貰える訳ではない）。
キャラクターに関する変更
ボンバーズ
- メンバーの隠れ場所が一部変更されている。これに伴い、鬼ごっこ中のクロックタウン東にコッコが出現しなくなった。
- ボンバーズ団員手帳の入手方法が変更され、様々な機能が追加された。
- 団員手帳入手後にジム以外のボンバーズに話し掛けると、「じけんのウワサ」と称したヒントを教えてくれるようになった。

ゴーマン座長
ゴーマン兄弟とのイベントが1つ追加されている。
アイテムの追加・変更
つりぼり券
『ムジュラの仮面 3D』で追加されたアイテム。つりぼりの店主に提示すると、無料で釣り竿を使用できる。最大99枚所持可能で、「時の歌」を演奏して最初の朝に戻った後も手元に残る。各種ミニゲームで2回目以降の景品はほとんどがこれになった。
勇者の弓
『ムジュラの仮面 3D』では普通の弓と炎の矢、氷の矢、光の矢をそれぞれ別のボタンにセットできる。
宿のカギ
『ムジュラの仮面 3D』ではゴロンリンクで話し掛けないとカギを貰えなくなった（NINTENDO64版では通常リンクでも貰えた）。
あきビン
『ムジュラの仮面 3D』では7つまで持てる。また、従来のビンの内1つの入手方法が変更され、ハートのかけら1つと入れ替わっている。ビンの中身も追加され、全部で20種類になった。
あやしいミルク / クサいミルク
『ムジュラの仮面 3D』にのみ登場するイベント用のアイテム。制限時間以内にこれを欲しがっている人の所に届けると報酬としてあきビンが貰える。飲むことも売ることもできず、制限時間を超えるとクサいミルクになってしまい、渡すことができなくなる。また、これを持っている間は「大翼の歌」と「ゴロンの仮面」が使えず、徒歩かエポナで運ぶことになる（時間切れでクサいミルクになっても使えないままである）。ミルクを欲しがっているギブドにも渡せないので、クサいミルクになってしまった場合は、「時の歌」で最初の朝に戻る以外に処分できなくなってしまう。なお、これを入手する際はビンごと渡されるが、これを渡してあきビンとして入手しないまま「時の歌」で最初の朝に戻ると入っていたビンごと消滅してしまう（ビンとして入手した後なら最初の朝に戻ってもビンはなくならない）。
巨人の仮面
ボス戦の最中に入手する。巨人リンクの仕様も大幅に変更され、剣も盾も使わない代わりにパンチや衝撃波で攻撃するようになる。
鬼神の仮面
つりぼりでも使用可能。
鬼神の読み方は「きしん」となっている。
まことのお面
隠し穴がある場所で被るとその位置が光って見える（前作『時のオカリナ 3D』の「ひびき石」に相当する機能）。ちなみにNINTENDO64版ではコントローラーの振動によって隠し穴の位置が分かるようになっているので、振動機能のない3DS版の代替機能として用意されたものと思われる。
石コロのお面
入手場所が海賊の砦に変更されている。
座長のお面
このお面に関するイベントが1つ追加されている。
ガロのお面
お面のデザインが、ガロたちの首領「ボス・ガロ」のものに変更されている。
その他の変更点は以下の通り。
- フクロウ像の翼を広げるのに剣で斬る必要がなくなった（像をチェックするだけでよくなった）。従来通りに剣で斬って広げることはできなくなっている。
- クロックタウンに最初に訪れた際、南のフクロウ像に近付くと自動的に翼が広げられ、セーブ確認のメッセージが表示される。
- クロックタウンの時計塔内にヒント映像を見られるシーカーストーンが設置された。
- クロックタウン南の時計塔の後ろが若干広くなり、銀行の場所が、クロックタウンの西エリアから南エリアの時計塔付近へと変更された。また、フクロウ像も銀行の向かいに配置され、セーブと貯金がしやすくなっている。
- 町の祭りの名前が「刻のカーニバル」から「時のカーニバル」に変更されている（読み方はどちらも「ときのカーニバル」）。
- 一部のイベントの発生時間や店の営業時間が変更されている。
- 各種ミニゲームで2回目以降に貰える景品が一部変更されている。NINTENDO64版でルピーが貰えたミニゲームは大半がつりぼり券になっている。
- 「時の重ね歌」と「時の逆さ歌」の仕様が変更。また、どちらも一度演奏すると一覧に表示されるようになった。
- 「録音案山子の歌」は「録音カカシの歌」に名称変更。また、この曲も習得後は一覧に表示されるようになった。
- 「大翼の歌」を覚える場所が変更され、シナリオ進行上必ず習得するようになった。また、ワープする際のムービーを任意でスキップできるようになった（初回はムービーをスキップできない）。
- 沼地でデクナッツに捕まったサルの仲間から、沼の状況を教えてもらえる位置が不思議の森の入口からデクナッツの城の前に変更されている。「大翼の歌」の習得場所が変わったことに伴う変更だと思われる。
- デクナッツの城にいる見張りのデクナッツの視界はNINTENDO64版では夜になると白い光で表示されていたが、3DS版では表示されなくなった。
- 大妖精によるパワーアップの種類がウッドフォールとスノーヘッドで逆になっている。それに伴い、はぐれ妖精の色も2つの神殿で逆になっている。
- ウッドフォールの神殿とスノーヘッドの神殿にいるはぐれ妖精の位置が一部変更されている。
- デクナッツのほこらの終盤辺りにある、床から障害物が出て来る迷路のような広い部屋では、障害物が炎からシャッターに変わっている。
- スノーヘッド地方などにある氷に触れても凍りつかず、ダメージを受けない。
- ゾーラリンクが泳ぐ際の通常速度がNINTENDO64版よりも遅くなっている。同様の速度でも泳げるが魔力を消費する。
- ゾーラリンクで水底を歩いている場合に限り、水中でもオカリナ（ギター）が使用可能。
- 海のクモ館は、NINTENDO64版では1日目にクリアしなければサイフが大きくならないが、3DS版ではいつクリアしてもよくなった。
- 氷の矢で凍らせることができる水面は、光り輝いている水面に限定されている。
- サコンのアジトの扉のデザインが変更されている。
- 井戸の下のギブドが欲しがっているものが一部変更。
- ロックビルに2ヶ所設置されていた攻略上押す必要のない、横一列に並んだ3つのスイッチは撤廃され、代わりにゴシップストーンが1つずつ置かれている。
- ロックビルの神殿の天地を逆転させるスイッチの位置が変更され、フクロウ像の近くから直接光の矢を撃てるようになった（NINTENDO64版ではブロックに隠れている為、スイッチにぬけがらを置く必要があった）。
- スノーヘッドの神殿の吊り橋の部屋で2階に上がる階段の近くが床で繋がるなど、一部のダンジョンの部屋の構造が変更されている。
- ダンジョン内の宝箱のデザインが変更されている（はぐれ妖精の宝箱はそのまま）。
- 各神殿の入口にあるボス部屋へのワープポイントは、一度ボス部屋に入ったことがあれば開通される（ボスを倒す必要はない）。また、ボス撃破後に神殿に再訪する場合、NINTENDO64版ではいずれか1つを開通させれば、他の神殿のワープポイントも開通されるが、3DS版では各神殿毎に1つずつ開通していく方式になっている（その際に表示される文章も変更されている）。
- 月内部のダンジョンの一部が変更されている。
- 月内部の子供にお面を渡す際、巨人の仮面以外の仮面を渡そうとすると、NINTENDO64版では受け取りを拒否するメッセージが出るが、3DS版では仮面を選択できない仕様になっている。

#### 開発（3DS）
NINTENDO64版でディレクターを務めた青沼英二はリメイクに関して『ゼルダの伝説 時のオカリナ 3D』が発売された次の展開として、ゼネラルプロデューサーの宮本茂から「移植すれば、いつでもスリープできて、オリジナル版よりも快適に遊べるのではないか」と話が挙がった際、NINTENDO64版の開発が大変だったことから当初は移植を断った。その後NINTENDO64版を遊びなおすうちに改良点が見えてきたため、『時のオカリナ 3D』を開発したグレッゾと共同して開発が始まった。青沼はNINTENDO64版は『時のオカリナ』を遊んだ人なら、これくらいできるだろうという挑戦状を叩きつけるようなバランスで作ってしまったが、リメイク版では初めて遊ぶ人でも楽しめるようにしたと語っている。
ボスに関しては、青沼はNINTENDO64版での倒し方を失念したことから、視覚的に倒し方を分かりやすくして、狙いかたなどを悩んでもらうように考慮した。
システム面では『時のオカリナ 3D』のジャイロ機能を踏襲し『ゼルダの伝説 神々のトライフォース2』の開発で得た、タッチ操作の快適さなども付け加えた。また世界が終わるとわかっている本作の世界観の中にあって、釣り堀を追加した。

##### スタッフ（3DS）
NINTENDO64版のスタッフも参照。
- チーフディレクター - 大岩幹治
- プログラムディレクター - 守屋俊
- グラフィックリファイニングディレクター - 春花良紀
- 音楽 - 横田真人・久保直人
- スーパーバイザー - 小泉歓晃・清水隆雄
- プロデューサー - 石井浩一（グレッゾ）、青沼英二（任天堂）
- シニアプロデューサー - 江口勝也・高橋伸也
- ゼネラルプロデューサー - 宮本茂
- エグゼクティブプロデューサー - 岩田聡

## 関連作品
音楽
- ゼルダの伝説 ムジュラの仮面 オリジナル・サウンドトラック （2000年6月23日 パイオニアLDC PICA-2006 全112曲 2枚組）
- ゼルダの伝説 ムジュラの仮面 オーケストレーションズ （2000年10月21日 エンターブレイン FMCN-1003 全11曲）
  - ブックレット内に "MAJORA PHILHARMONIC SOUND ORCHESTRA"指揮者の大竹幸尚と、プロデューサー宮本茂のコメントが掲載されている。
- ゼルダの伝説 ムジュラの仮面 3D オリジナルサウンドトラック （2015年10月7日 タブリエ・コミュニケーションズ TSCM-0029～0030 全113曲 2枚組）

漫画
- ゼルダの伝説 ムジュラの仮面 4コマギャグバトル （2000年6月26日 光文社 ISBN 978-4334805036）
- ゼルダの伝説 ムジュラの仮面 4コママンガ劇場 （2000年8月18日 エニックス ISBN 978-4757502826）
- ゼルダの伝説 ムジュラの仮面 （姫川明 2001年2月26日 小学館 ISBN 978-4091496034）
- ゼルダの伝説 ムジュラの仮面／神々のトライフォース 完全版 （姫川明 2016年7月28日 小学館 ISBN 978-4091421487）